# Platypalpus ornatipes
Platypalpus ornatipes är en tvåvingeart som först beskrevs av Jacques-Marie-Frangile Bigot 1892.  Platypalpus ornatipes ingår i släktet Platypalpus och familjen puckeldansflugor.
Artens utbredningsområde är Kanarieöarna. Inga underarter finns listade i Catalogue of Life.